# Dove Cameron
Dove Olivia Cameron, geboren als Chloe Celeste Hosterman (Seattle, 15 januari 1996), is een Amerikaanse actrice en zangeres. Ze staat bekend om haar dubbelrol als de gelijknamige personages in de tienersitcom Liv and Maddie en haar rol als Mal in de Descendants-filmserie. Ze had ook een terugkerende rol als Ruby Hale in de ABC-televisieserie genaamd Marvel's Agents of S.H.I.E.L.D. in 2018.

## Biografie
Dove Cameron werd geboren als Chloe Celeste Hosterman. Ze is de dochter van Philip Alan Hosterman en Bonnie Wallace, die later zijn gescheiden. Dove heeft een oudere zus genaamd Claire Hosterman. Ze is opgegroeid in Bainbridge Island, Washington. Toen ze een kind was, ging ze naar Sakai Intermediaire School. Op achtjarige leeftijd begon ze te acteren in het gemeenschapstheater bij Bainbridge Performing Arts.
Toen ze veertien was, verhuisde haar familie naar Los Angeles, California, waar ze zong in Burbank High School's National Championship Show Choir.
Cameron heeft verklaard dat ze van Franse afkomst is en een beetje Frans spreekt. Ze is ook van Russische, Slowaakse en Hongaarse afkomst.
Cameron werd gepest gedurende haar schooltijd, vanaf het vijfde leerjaar tot aan het einde van de middelbare school. Ongeacht de druk op school, bleef ze gefocust op haar dromen om succesvol te worden in entertainment: "Ik werd erg gepassioneerd door [actrice en zangeres te worden]. Ik heb me er volledig in verdiept".
Haar vader stierf in 2011 toen ze vijftien jaar oud was. Ze veranderde haar wettelijke naam in Dove ter ere van haar vader die haar die bijnaam gaf.

## Carrière

### 2007: beginnende carrière
In 2007 speelde Cameron de rol van een jonge Cosette in de Bainbridge Performing Arts-podiumproductie van Les Misérables, en in 2008 had ze de hoofdrol van Mary in The Secret Garden.

### 2012-2019:Liv and Maddie,Descendantsen andere ondernemingen
In 2012 werd Cameron gecast als Alanna in een Disney Channel serie genaamd Bits and Pieces. Kort na het filmen van de pilotaflevering werd Bits and Pieces omgevormd naar Liv and Maddie en zou Cameron de dubbele hoofdrol spelen van Liv en Maddie Rooney. De preview van de serie debuteerde op 19 juli 2013, en de show ging in première op 15 september 2013. De pilotaflevering leverde 5,8 miljoen kijkers op, wat het hoogst aantal kijkers was in de afgelopen 2,5 jaar sinds de serie Shake It Up. Disney Channel had Liv and Maddie vernieuwd voor een tweede seizoen met 13 afleveringen, gepland voor de première in het najaar van 2014, wat later werd uitgebreid naar 24 afleveringen.
Cameron speelde in de televisiefilm Descendants die in première ging op 31 juli 2015. De film werd bekeken door 6,6 miljoen mensen en bracht Camerons twee eerste Billboard Hot 100 nummers voort, "Rotten to the Core" op nummer 38 en een solo lied "If Only", op nummer 94. Andere nummers uit de film, zoals "Set It Off" en "Evil Like Me", stonden respectievelijk op nummer 6 en 12 op de Bubbling Under Hot 100 hitlijst. De soundtrack voor de film piekte aan de top van de Billboard 200 hitlijst en werd de eerste soundtrack sinds High School Musical 2 om dit na te doen. Als onderdeel van de Descendants-franchise bracht Cameron een cover uit van het nummer "Genie in a Bottle" van Christina Aguilera. De videoclip ging in première op Disney Channel op 18 maart 2016. In minder dan een maand leverde de single 22 miljoen views op.
In 2015 vormden Cameron en Ryan McCartan een band genaamd The Girl and the Dreamcatcher. Op 2 oktober 2015 brachten ze hun eerste single uit, "Written in the Stars". De band bracht op 29 januari 2016 hun tweede single "Glowing in the Dark" uit. Hun derde single "Someone You Like" werd uitgebracht op 8 april 2016.
The Girl and the Dreamcatcher hadden hun vierde single "Make You Stay" uitgebracht op 17 juni 2016. De video ging in première op Disney Channel in juli 2016. Op 29 juli 2016 bracht de band hun eerste EP uit, Negatives, met hun singles "Make You Stay" en "Glowing in the Dark", alsook vier nieuwe nummers. In oktober 2016 werd het muzikale duo ontbonden als gevolg van de verbreking van de relatie tussen Cameron en McCartan.
Op 22 december 2015 werden Liv and Maddie officieel verlengd voor een vierde seizoen, dit werd de negende live-action Disney Channel-reeks in de geschiedenis om dit te bereiken. Later werd bevestigd dat dit het laatste seizoen zou zijn. De seriesfinale van Liv en Maddie werd uitgezonden op 24 maart 2017.
Cameron speelde de rol van Amber Von Tussle in de NBC live televisiepresentatie van Hairspray Live!, dat op 7 december 2016 werd uitgezonden.
In 2017 nam Cameron haar rol als Mal terug op in Descendants 2. De film ging in première op 21 juli 2017. De soundtrack van de Descendants 2 debuteerde op nummer zes op de Billboard 200, met "It's Goin 'Down" van de soundtrack op nummer 81. Dit werd de derde Hot 100-inzending van Cameron, na "Rotten to the Core" en "If Only".
Cameron speelde de rol van Sophie in de Hollywood Bowl live-productie van Mamma Mia!. Op 21 augustus 2017 werd Cameron gecast in de Netflix film Dumplin, samen met Jennifer Aniston. Cameron speelde Bekah Cotter in de komedie. In november 2017 tekende Cameron voor een terugkerende rol in het vijfde seizoen van Agents of S.H.I.E.L.D. Deze rol bleek later Ruby te zijn, de dochter van generaal Hale (Catherine Dent).
In december 2017 werd Cameron gecast in een geanimeerd Marvel-project, 'Marvel Rising', als de stem van Ghost-Spider. In 2019 nam Cameron haar rol terug op in Marvel Rising: Chasing Ghosts.
Op 8 oktober 2018 werd aangekondigd dat Cameron de rol van Cher zal spelen in de muzikale aanpassing van de film Clueless uit 1995.
In 2019 speelde Cameron, samen met Renée Fleming in The Light in the Piazza in Londen.

### 2019: focus op muziek
Op 21 maart 2018 kondigde Cameron aan dat ze had getekend bij het Columbia's Disruptor Records label, en dat ze zou beginnen met het uitbrengen van muziek na de release van Descendants 3.
In september 2019 heeft Cameron twee covers uitgebracht op haar YouTube-kanaal: "Slow Burn" en "Hymn for the Weekend".
Op 27 september 2019 bracht Cameron haar debuut uit, Bloodshot/Waste.

## Persoonlijk leven
Cameron begon in augustus 2013 een relatie met haar tegenspeler Ryan McCartan van de serie Liv and Maddie. Op 14 april 2016 kondigden ze hun verloving aan maar in oktober 2016 werd deze verbroken.
Cameron heeft van december 2016 tot oktober 2020 een relatie met haar tegenspeler Thomas Doherty van de Descendants filmserie gehad.
Cameron kwam in 2020, tijdens een Instagram live sessie, uit de kast als biseksueel.
Op 5 februari 2024 werd bevestigd dat ze een relatie heeft met zanger Damiano David van de band Måneskin.

## Televisie
| Jaar      | Titel                              | Personage            |
| --------- | ---------------------------------- | -------------------- |
| 2012      | Shameless                          | Holly Herkimer       |
| 2012      | The Mentalist                      | Charlotte Anne Jane  |
| 2013      | Malibu Country                     | Sienna               |
| 2013-2017 | Liv and Maddie                     | Liv en Maddie Rooney |
| 2014      | Cloud 9                            | Kayla Morgan         |
| 2014      | Austin & Ally                      | Bobbie               |
| 2015      | Barely Lethal                      | Liz Larson           |
| 2015      | Descendants                        | Mal                  |
| 2015-2017 | Descendants: Wicked World          | Mal                  |
| 2016      | Hairspray Live!                    | Amber Von Tussle     |
| 2017      | Descendants 2                      | Mal                  |
| 2017      | The Lodge                          | Jess                 |
| 2018      | Marvel Rising: Initiation          | Ghost-Spider         |
| 2018      | Agnie Tribeca                      | Grace                |
| 2018      | Dumplin'                           | Bekah Cotter         |
| 2018      | Agents of S.H.I.E.L.D.             | Ruby Hale            |
| 2018      | Under the Sea: A Descendants Story | Mal                  |
| 2018      | Marvel Rising: Secret Warriors     | Ghost spider         |
| 2019      | Celebrity Family Feud              | Zichzelf             |
| 2019      | Descendants 3                      | Mal                  |
| 2019      | The Angry Birds Movie 2            | Ella (stem)          |

## Podium
| Jaar      | Titel                   | Personage       |
| --------- | ----------------------- | --------------- |
| 2017      | Mamma Mia               | Sophie Sheridan |
| 2018-2019 | Clueless: The Musical   | Cher Horowitz   |
| 2019      | The Light in the Piazza | Clara Johnson   |

## Prijzen en nominaties
| Jaar | Prijs               | Categorie                                  | Resultaat   |
| ---- | ------------------- | ------------------------------------------ | ----------- |
| 2014 | Teen Choice Award   | Choice TV: Breakout Female Star            | Genomineerd |
| 2015 | Teen Choice Award   | Choice TV Actress: Comedy                  | Genomineerd |
| 2016 | Kids' Choice Awards | Favorite Female Star - Kids star           | Genomineerd |
| 2016 | Teen Choice Award   | Choice TV Actress: Comedy                  | Genomineerd |
| 2017 | Kids' Choice Awards | Favorite Female Star - Kids star           | Genomineerd |
| 2018 | Daytime Emmy Awards | Outstanding Performer in Children's series | Gewonnen    |
| 2020 | Kids' Choice Awards | Favorite Female Star                       | Gewonnen    |